# 市两
市两是市制質量單位，中華民國和中華人民共和國定義不同。

## 中華民國
市制于民國18年（1929年）由当时的國民政府依據中華民國法律《度量衡法》颁布使用，1930年1月1日施行，1市斤等于16市两，1市两等于31.25克。

### 應用
- 1市两 = 0.03125兛 = 31.25克
- 1市斤 = 16市两

## 中華人民共和國
1959年，中华人民共和国国务院发布《关于统一计量制度的命令》时，改1市斤为10市两，1市两等于50克。

### 應用
- 1市两 = 0.05兛 = 50克
- 1市斤 = 10市两

## 參看
- 兩